# Piotr Wyszomirski
Piotr Wyszomirski (ur. 6 stycznia 1988 w Warszawie) – polski piłkarz ręczny, grający na pozycji bramkarza, reprezentant Polski, uczestnik Mistrzostw Świata 2011, Mistrzostw Europy 2010, Mistrzostw Europy 2012, Mistrzostw Europy 2014 oraz Mistrzostw Świata 2015, Mistrzostw Europy 2016 i Igrzysk Olimpijskich 2016. Od sezonu 2022/2023 zawodnik polskiego Górnik Zabrze.

## Przebieg kariery

### Wczesne lata
Treningi piłki ręcznej podjął mając 10 lat, w czwartej klasie szkoły podstawowej. Przez pierwsze trzy lata występował w polu jako rozgrywający, a od 2001 gra na pozycji bramkarza. W rodzinnym mieście reprezentował barwy UKS Wilanowia. W 2004, po ukończeniu gimnazjum przeniósł się do jedynej w Polsce Szkoły Mistrzostwa Sportowego Związku Piłki Ręcznej w Polsce w Gdańsku. Będąc jej uczniem zajął z reprezentacją juniorów 4 miejsce mistrzostw Europy i 6 miejsce mistrzostw świata U-19 2007 w Bahrajnie, a z reprezentacją młodzieżową 12 miejsce mistrzostw Europy U-20 2008 w Rumunii.

### Kariera klubowa
Latem 2007 – po ukończeniu Szkoły Mistrzostwa Sportowego − podpisał kontrakt z dziewiątą drużyną polskiej ekstraklasy sezonu 2006/2007 – Azotami Puławy. W najwyższej klasie rozgrywkowej w Polsce zadebiutował dość szybko, bo już w meczu 2 kolejki sezonu 2007/2008. 8 września 2007 – w wieku 19 lat i 8 miesięcy – zagrał cały mecz i miał duży udział w wygranej 33:32 (16:11) z ówczesnym mistrzem Polski Zagłębiem Lubin w Puławach. W końcowej tabeli fazy zasadniczej jego zespół zajął 3 miejsce, a po rundzie play-off ostatecznie zakończył sezon na 6 pozycji. Po pierwszym sezonie w polskiej ekstraklasie został wybrany do drużyny All Stars w 2008 roku. W maju 2012 podpisał roczny kontrakt z 4 drużyną węgierskiej ekstraklasy sezonu 2011/2012 Csurgói KK. Po serii przedsezonowych meczów towarzyskich (w pierwszym towarzyskim turnieju z Csurgói KK został wybrany najlepszym bramkarzem). Oficjalnie zadebiutował 7 września 2012, wygranym 30:23 spotkaniem 1 kolejki sezonu 2012/2013 przeciwko Ceglédi KKSE w Csurgó.
2 maja 2014 poinformowano, że od sezonu 2014/2015 Wyszomirski będzie zawodnikiem drużyny wicemistrza Węgier Pick Segedyn
20 kwietnia 2016 poinformowano, że od sezonu 2016/17 będzie zawodnikiem zespołu niemieckiej Bundesligi w piłce ręcznej mężczyzn TBV Lemgo. Polak podpisał dwuletni kontrakt obowiązujący do końca czerwca 2018.

### Kariera reprezentacyjna
W seniorskiej kadrze narodowej formalnie zadebiutował mając 21 lat i 10 miesięcy – 28 października 2009 w kaliskiej Arenie, w wygranym 28:27 towarzyskim meczu przeciwko Czechom, rozgrywanym w ramach Międzynarodowego Turnieju Reprezentacji Narodowych 2009 (był jednak wówczas wyłącznie wśród rezerwowych). Pierwszy raz na parkiecie w biało-czerwonych barwach pojawił się jednak 29 października 2009, w wygranym 34:28 (16:13) spotkaniu przeciwko Słowacji w bydgoskiej Łuczniczce, podczas tego samego turnieju. Dwa miesiące później został powołany do kadry na finały Mistrzostw Europy 2010 w Austrii i zadebiutował na wielkiej międzynarodowej imprezie, będąc zmiennikiem Sławomira Szmala. Między innymi dzięki jego dobrej grze Polacy zajęli 4 miejsce – najwyższe w dotychczasowej historii swoich startów w ME. Rok później wystąpił w Mistrzostwach Świata 2011 w Szwecji, a w 2012 w Mistrzostwach Europy w Serbii. W kwietniu 2012 nie znalazł uznania w oczach selekcjonera Bogdana Wenty, który zamiast Wyszomirskiego na turniej kwalifikacyjny do Igrzysk Olimpijskich w Londynie powołał Marcina Wicharego. Z uwagi na fakt niewywalczenia przez „biało-czerwonych” awansu do turnieju olimpijskiego, nie dane mu było również zaliczyć startu na tej imprezie. W styczniu 2013 nowy selekcjoner Michael Biegler pominął Wyszomirskiego – również na rzecz Wicharego – na kolejny wielki turniej – Mistrzostwa Świata w Hiszpanii. 18 lipca 2010 został wybrany MVP meczu przeciwko reprezentacji Niemiec w Chicago. Na Akademickich Mistrzostwach Świata w Brazylii w czerwcu 2012 (4 miejsce) został wybrany najlepszym bramkarzem. 21 stycznia 2014 roku podczas Mistrzostw Europy w meczu z reprezentacją Szwecji został zawodnikiem meczu. Jego skuteczność w bramce wynosiła 53% co stanowiło najlepszy wynik w karierze. W 2015 roku został powołany na Mistrzostwa Świata w Katarze. Wraz z reprezentacją zdobył na nich pierwszy w karierze medal Mistrzostw Świata. Reprezentacja Polski po wygranym po dogrywce 29:28 meczu o 3 miejsce zapewniła sobie brązowy medal. Na boisku jednak między słupkami większość czasu spędził Sławomir Szmal, a Wyszomirski był jego zmiennikiem. W 2016 roku był znowu zmiennikiem Sławomira Szmala na Mistrzostwach Europy rozgrywanych w Polsce, na których reprezentacja zajęła 7 miejsce. W sierpniu 2016 roku trener Tałant Dujszebajew zabrał go na Igrzyska Olimpijskie w Rio De Janeiro. Po słabych występach w fazie grupowej Polacy w ćwierćfinale Igrzysk zmierzyli się z faworytem – Chorwacją i wygrali 30:27. Walnie przyczynił się do wygrania tego meczu ze skutecznością 49%. W półfinale Olimpijskim po dogrywce z Duńczykami w przegranym meczu 29:28 również był wyróżniającą się postacią broniąc z taką samą skutecznością jak w meczu z Chorwacją – 49%. W meczu o 3 miejsce Polacy przegrali z ówczesnymi mistrzami Europy – Niemcami 25:31 kończąc na 4 miejscu. Był jednym z najlepszych bramkarzy na Igrzyskach Olimpijskich. Skończył turniej broniąc w 8 meczach ze skutecznością 34%(196/67).

## Ciekawostki
W rozegranym 24 kwietnia 2010 meczu przeciwko Vive Targi Kielce zdobył swą pierwszą bramkę w seniorskiej karierze, przerzucając piłkę przez całe boisko i nad wysuniętym bramkarzem przeciwnika Marcusem Cleverlym.
Na Igrzyskach Olimpijskich w Rio de Janerio zdobył dwie bramki rzutem przez całe boisko w przegranym meczu przeciwko Słowenii 20:25.

## Osiągnięcia

### Reprezentacyjne
Mistrzostwa Świata
- (2015)

Odznaczenia
- Srebrny Krzyż Zasługi (2015)[13]

### Klubowe
Csurgoi KK 
Puchar Węgier 
- 2013

Rozgrywki Ligowe 
- 2013

Pick Szeged 
Puchar Węgier 
- 2015
- 2016

Rozgrywki Ligowe 
- 2015
- 2016